# Kao no Nai Tsuki
Kao no Nai Tsuki (顔のない月?  lit. Luna sin rostro, conocido también como Moonlight Lady) es una novela visual desarrollada por Root lanzada en el año 2000. Es también una serie de OVA hentai creada por Imagin Co.,Ltd y Pink Pineapple y años más tarde licenciada por Media Blasters para Estados Unidos. El doblaje en inglés estuvo a cargo de Wave Form Solutions y fue distribuido por Kitty Media. Este artículo también hablará de la versión remake, " Kao no Nai Tsuki - Matsuyoi no Sotsubaki", cuyo lanzamiento está previsto para el 29 de agosto de 2025.

## Sinopsis
Suzuna Kuraki es una joven que aspira a convertirse en la sacerdotisa de su familia. Como parte de su iniciación, no solo debe practicar la consagración, sino también aceptar un matrimonio arreglado para, más tarde, participar con su esposo en la ceremonia Tsuki Maki. Las cosas comienzan a complicarse cuando Koichi, su prometido, llega a la casa y una misteriosa energía comienza a apoderarse de Suzuna, haciéndola actuar de forma extraña.

## Personajes principales
- Suzuna Kuraki (倉木鈴菜?) es la protagonista de la historia. Es una típica y delicada joven que estudia en la secundaria. Entrena muy duro para convertirse en la sacerdotisa de sus ancestros familiares Shinto y así poder consagrar apropiadamente su santuario familiar. Fuera de sus deberes religiosos se comporta de una manera aristocratica, presumida y hasta a veces fastidiosa. Suzuna está obligada a casarse con Koichi Hayama, quien fue elegido para convertirse en su esposo. Al principio ella se muestra indiferente a él, aunque reconoce que es muy guapo. Lo golpea y echa constantemente de su habitación acusándolo de pervertido pero conforme pasan los días empieza a sentir algo por él y finalmente se enamora completamente.

- Koichi Hayama (羽山浩一?) es el prometido de Suzuna. Vive en la Mansión Kuraki mientras espera la llegada de la ceremonia Tsuki Maki. Es un alto y guapo estudiante universitario que al principio se lleva mal con Suzuna e intenta hacerla enfadar, intentado ocultar la verdadera atracción que siente hacia ella. Debido a los efectos de una inexplicable enfermedad no recuerda nada de su pasado, incluyendo su infancia y sus padres. Tampoco podía mirar a las mujeres directamente a la cara antes de llegar a la Mansión Kuraki. Koichi fuma constantemente y tiene una larga cicatriz en su pecho.

### Personajes secundarios
- Tomomi Harukawa (春川知美?) es la primera sirvienta de la Mansión Kuraki y amiga de la infancia de Suzuna. A pesar de sus enormes pechos, es muy gentil y servicial. Con frecuencia intenta hacer todo lo posible por complacer a los demás, especialmente a Suzuna. Sobrina de Gohei y nieta de Ippei.

- Sayaka Kurihara (栗原沙也加?) es la segunda sirvienta de la Mansión Kuraki. Es el opuesto a Tomomi, siendo ruidosa, habladora y hasta a veces infantil. Aunque no puede recordarlo claramente, Sayaka solía ser una famosa modelo y actriz llamada Ruri Yamato. Fue secuestrada por Gohei Harukawa, jardinero de la Mansión Kuraki, mientras vagaba por los alrededores de la Mansión.

- Io Azuma (東衣緒?): primo distante de Suzuna que además está enamorado de Tomomi. Fue primeramente elegido como prometido de Suzuna pero para su decepción no se convirtió en el hombre guapo que esperaba. Io pasa la mayor parte del tiempo en la biblioteca leyendo manga. A diferencia del juego original, no tiene contacto sexual con Koichi.

- Yuriko Kuraki (倉木由利子?): madre biológica de Suzuna y Mizuna, viuda de su esposo Zenzirou y matriarca de la Mansión. Misteriosa y voluptuosa es la más influyente de la familia y la más afectada por la fuerza paranormal que habita la casa.

- Gohei Harukawa (春川五平?): tío de Tomomi y hermano mayor de Ippei. Es el encargado de la jardinería de la Mansión, aunque rara vez se lo ve haciendo su trabajo. Normalmente ayuda a Yuriko con los praparativos de la ceremonia Tsuki Maki.

- Mizuna Kuraki (倉木水菜?): primera hija de Yuriko y hermana gemela de Suzuna. A diferencia de su hermana menor, Mizuna es taciturna, alegre y juguetona. Vive tranquilamente en las cavernas que se encuentran debajo de la Mansión. Al principio fue ella la elegida para convertirse en sacerdotisa pero al nacer Suzuna fue desplazada.

- Chikako Sawaguchi (沢口千賀子?): profesora de psicología y exprofesora de Koichi. Llega a la Mansión Kuraki debido a la extraña energía que siente en la misma.

- Ippei Harukawa (春川 一平?): hermano de Gohei, abuelo de Tomomi y psíquico de la familia. No tiene ningún rol importante en la historia.

## Episodios
| # | Título                             | Estreno                 |
| - | ---------------------------------- | ----------------------- |
| 1 | «Camelia» «Tsubaki» (椿)           | 28 de diciembre de 2001 |
| 2 | «Girasol» «Himawari» (向日葵)      | 26 de julio de 2002     |
| 3 | «Peonia» «Shakuyaku» (芍薬)        | 27 de diciembre de 2002 |
| 4 | «Lila Blanca» «Shirayuri» (白百合) | 6 de junio de 2003      |
| 5 | «Amarilis» «Higan Hana» (彼岸花)   | 23 de julio de 2004     |

### Spin-off
Studio Deen lanzó Tōka Gettan (桃華月憚 ?); una adaptación animada de la novela visual eroge y manga del mismo nombre. Las tres versiones son un spin-off de Kao no nai tsuki. Fue estrenada el 3 de abril de 2007 al 24 de septiembre de ese mismo año por las televisoras BS Asahi, SUN TV y Tokyo MX TV. Fue dirigida por Yuji Yamaguchi.